# Дефурно, Эдм Этьен Борн
Эдм Этьен Борн Дефурно (фр. Edme Étienne Borne Desfourneaux; 22 апреля 1767, Везле — 22 февраля 1849 или 20 февраля 1849, Париж) — французский генерал, губернатор Гваделупы. Кавалер ордена Почётного легиона (1804) и ордена Святого Людовика (1814).

## Биография
Родился в Везле и в 1789 году поступил на службу в Сухопутные войска Франции в звании сержанта. В октябре 1789 года, защищал склад с торфом под Амьеном. В звании полковника служил в 48-м пехотном полку на Сан-Доминго.
С 1798—1799 года был губернатором Гваделупы. В 1811 году стал членом и вице-президентом Законодательного корпуса при Первой империи. Во время Сто дней входил в Палату представителей. После реставрации Бурбонов ненадолго вернулся к командованию армии. Умер 22 февраля 1849 года в Париже.